# Schronisko Mniejsze w Ostrężniku
Schronisko Mniejsze w Ostrężniku – jaskinia w skale Ostrężnik, w pobliżu osady Ostrężnik, w województwie śląskim, w powiecie częstochowskim, w gminie Janów. Znajduje się na porośniętym lasem wzniesieniu, w odległości około 170 m na południe od drogi wojewódzkiej nr 793 łączącej Janów i Żarki. Pod względem geograficznym położona jest w Dolinie Wiercicy na Wyżynie Częstochowskiej i znajduje się na terenie rezerwatu przyrody Ostrężnik. Administracyjnie należy do wsi Siedlec

## Opis obiektu
Skała, w której znajduje się schronisko, swoim wyglądem przypomina blok sera szwajcarskiego, jest w niej bowiem kilka jaskiń z wieloma komorami. Największa z nich to Jaskinia Ostrężnicka z kilkoma otworami. Otwór Schroniska Mniejszego w Ostrężniku znajduje się w odległości 20 m na północny zachód od jej głównego otworu i 10 m wyżej. Otwór główny o sklepieniu podobnym do gotyckiego ma wysokość 1,8 m i szerokość 1,5 m u podstawy. Powyżej niewielkiego prożku jest jeszcze drugi, mniejszy otwór okienka o nieregularnym kształcie. Za głównym otworem jest nieregularny i nieco meandrujący korytarzyk o długości 5 m. Stopniowo zwęża się on i kończy niedostępną szczeliną. Za okienkiem jest łącząca się z korytarzykiem nieregularnego kształtu salka o średnicy 1,5 m.
Schronisko powstało w późnojurajskich wapieniach skalistych. Geneza jego powstania jest taka sama jak Jaskini Ostrężnickiej – powstało na szczelinie rozmytej przez wodę, a w okienku i salce za nim płynęła ona pod ciśnieniem. Brak nacieków. Namulisko przy otworze jest próchniczne, w korytarzyku piaszczyste, a spąg w salce za okienkiem jest skalisty. Jest widne, ale jedynie w otworze rozwijają się mchy, poza tym brak roślinności. Nie zaobserwowano też zwierząt.
Schronisko zapewne znane było od dawna, w literaturze jednak nie było opisywane. Jego dokumentację i plan opracował M. Czepiel w styczniu 2001 r.
W tej samej skale Ostrężnik i blisko Schroniska Mniejszego znajdują się jeszcze dwie inne jaskinie: Jaskinia Ostrężnicka i Schronisko Większe w Ostrężniku, a nieco dalej Schronisko naprzeciw Jaskini Ostrężnickiej, Schronisko naprzeciw Jaskini Ostrężnickiej Drugie, Schronisko za Fosą, Szczelina w Ostrężniku Pierwsza i Szczelina w Ostrężniku Druga.

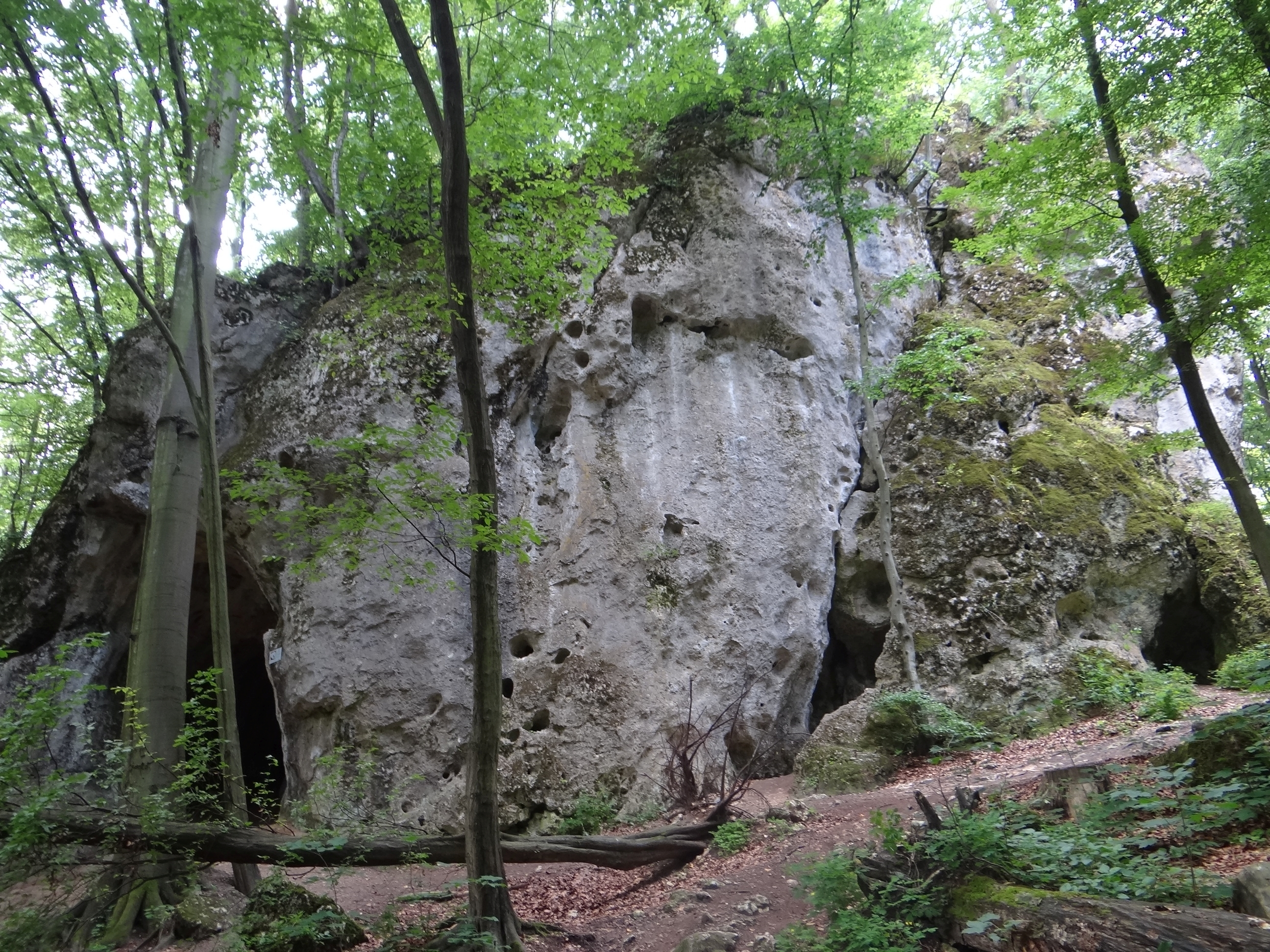
Główny otwór Jaskini Ostrężnickiej (po lewej), otwór Schroniska Większego (na środku) i Mniejszego (po prawej)